# Bonangrejo
Bonangrejo is een bestuurslaag in het regentschap Demak van de provincie Midden-Java, Indonesië. Bonangrejo telt 3411 inwoners (volkstelling 2010).